# Badzaryn Szirendew
Badzaryn Szirendew (mong. Базарын Ширэндэв; ur. 1912, zm. 2001) – mongolski historyk i działacz komunistyczny.
W latach 1942–1954 był rektorem Mongolskiego Uniwersytetu Państwowego, w 1961 został członkiem Akademii Nauk Mongolskiej Republiki Ludowej oraz jej prezesem (do 1982). Poza tym w latach 1953–1957 był członkiem Biura Politycznego KC Mongolskiej Partii Ludowo-Rewolucyjnej i 1954–1957 I wicepremierem, a 1960–1983 przewodniczącym Towarzystwa Przyjaźni Polsko-Mongolskiej.
Członek zagraniczny Polskiej Akademii Nauk od 1974 roku.